# CEFL – sezona 2011.
Central European Football League je svoje šesto izdanje imala 2011. godine. 

Sudjelovala su šetiri kluba iz Mađarske, Slovenije, Srbije i Turske. Naslov je obranila momčad Beograd Vukovi.

## Sudionici
- Budapest Wolves - Budimpešta
- Ljubljana Silverhawks - Ljubljana
- Beograd Vukovi - Beograd
- Istanbul Cavaliers - Istanbul

## Ljestvica
| mj | klub                  | ut | pob | por | poen+ | poen- |
| -- | --------------------- | -- | --- | --- | ----- | ----- |
| 1. | Beograd Vukovi        | 6  | 5   | 1   | 206   | 88    |
| 2. | Budapest Wolves       | 6  | 4   | 2   | 156   | 106   |
| 3. | Ljubljana Silverhawks | 6  | 3   | 3   | 154   | 143   |
| 4. | Istanbul Cavaliers    | 6  | 0   | 6   | 28    | 207   |

## CEFL Bowl
| Budapest Wolves | 33:34 | Beograd Vukovi |

## Poveznice i izvori
- Central European Football League
- european-league.com, CEFL 2011., rezultati  Arhivirana inačica izvorne stranice od 16. prosinca 2011. (Wayback Machine)
- european-league.com (arhiva), CEFL 2011., ljestvica
- football-aktuell.de, CEFL 2011.